# Penelopa rdzawobrzucha
Penelopa rdzawobrzucha (Penelope purpurascens) – gatunek dużego ptaka z rodziny czubaczy (Cracidae). Występuje od Meksyku przez Amerykę Centralną po północną i północno-zachodnią Amerykę Południową. Bliski zagrożenia wyginięciem.

## Systematyka
Wyróżnia się trzy podgatunki P. purpurascens:
- P. p. purpurascens Wagler, 1830
- P. p. aequatorialis Salvadori & Festa, 1900
- P. p. brunnescens Hellmayr & Conover, 1932

Dawniej za podgatunek penelopy rdzawobrzuchej uznawano także penelopę zielonawą (P. jacquacu), ale różnią się budową tchawicy. W niewoli odnotowano hybrydyzację z penelopą gujańską (P. marail), piskliwą (P. pileata) i krzykliwą (P. superciliaris).

## Zasięg występowania
Poszczególne podgatunki zamieszkują:
- P. p. purpurascens – północno-zachodni i północno-wschodni Meksyk do Hondurasu i Nikaragui
- P. p. aequatorialis – południowy Honduras do północno-zachodniej Kolumbii i południowo-wschodniego Ekwadoru
- P. p. brunnescens – północna Kolumbia do wschodniej Wenezueli

## Morfologia

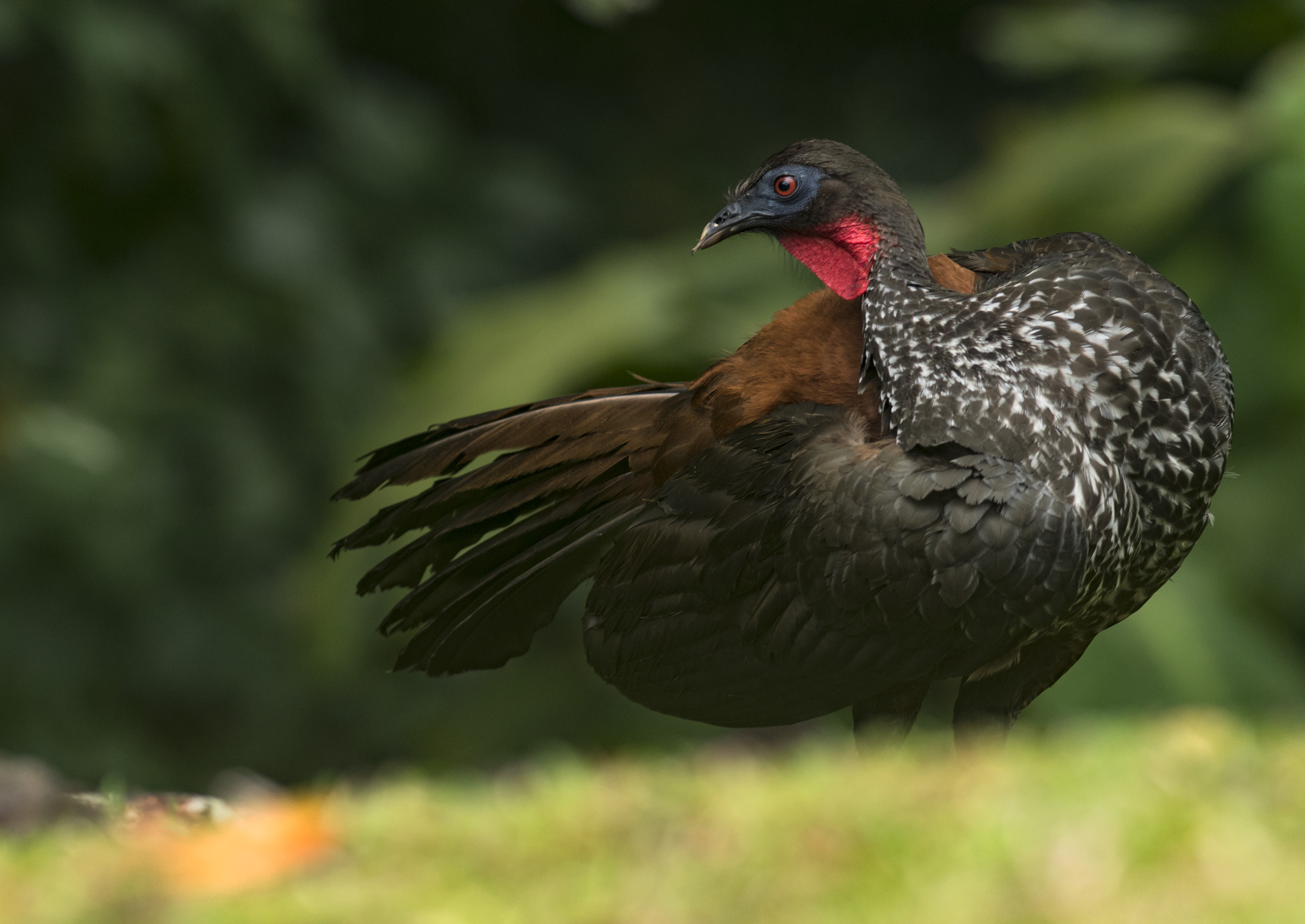
Penelopa rdzawobrzucha w Parku Narodowym Volcán Arenal (Kostaryka)

Największy ptak z rodzaju Penelope o długości ciała: 72–91 cm; masie: 1,5–2,5 kg. Upierzenie ciemne, kasztanowobrązowe z wydatnym czerwonym workiem gardłowym.

## Ekologia i zachowanie
Biotop
Spotykany w wilgotnych lasach lub na ich obrzeżach do wysokości 2300 m n.p.m.
Zachowanie
Ptak osiadły, podejmujący okresowe wędrówki w górskie tereny swego zasięgu. Spotykany samotnie, w parach lub małych grupach.
Pożywienie
Pokarm stanowią przede wszystkim owoce, czasami owady.
Lęgi
Okres lęgowy przypada na porę deszczową. Buduje duże gniazdo z patyków i gałęzi, w którym składa zwykle 2 jaja.

## Status
W Czerwonej księdze gatunków zagrożonych Międzynarodowej Unii Ochrony Przyrody penelopa rdzawobrzucha od 2021 roku klasyfikowana jest jako gatunek bliski zagrożenia (NT – Near Threatened). Wcześniej miała status gatunku najmniejszej troski (LC – Least Concern). W 2019 roku organizacja Partners in Flight szacowała, że liczebność światowej populacji mieści się w przedziale 50–500 tysięcy dorosłych osobników. Trend liczebności populacji uznawany jest za spadkowy. Penelopa rdzawobrzucha mimo intensywnych polowań jest ptakiem pospolitym na większości zajmowanych przez siebie terenów.